# 신혜림의 가요시대
신혜림의 가요시대는 TBN 대구교통방송, TBN 경북교통방송(대구 FM 103.9, 김천 FM 95.9, 포항 FM 103.5, 울진 FM 103.7MHz)에서 평일 저녁 7시부터 7시 55분까지 방송되었던 음악 프로그램이다. 2024년 11월 10일 자로 1년만에 폐지되었다.

## 프로그램 소개
- 청취자 여러분의 기억 속에 늘 푸르게 자리 잡은 청춘시절과 그 시절에 즐겼던 7080가요를 소환해 지친 하루에 위로와 휴식이 되는 가요 힐링 시간

## 코너소개

### 월요일
- 요즘 트렌드, 요즘 이 노래

### 화요일
- 생각이 켜진 밤

### 수요일
- 너에게 필요한 멜로디

### 목요일
- 듀엣곡 열전

### 금요일
- 불금 & 드라이빙 뮤직